# Молчанова, Мария Витальевна
Мария Витальевна Молчанова (род. 30 июня 1980, Мурыгино, Кировская область) — российская певица и актриса.

## Биография
Мария Молчанова родилась 30 июня 1980 года в пос. Мурыгино Кировской области.
С шести лет училась в музыкальной школе по классу фортепиано (окончила в 1995 году), увлекалась русскими народными песнями и частушками. Пела в фольклорном ансамбле «Берестинка» под руководством Л. Черненко.
В 1999 году окончила Кировское училище искусств по специальности сольное народное пение.
С 1996 по 2000 в г. Кирове работала в коллективе «Вятская сторонка» под руководством Г. А. Носоновой.
В 2005 году окончила Академию музыки им. Гнесиных, курс народного артиста России Владимира Назарова, кафедра сольного народного пения.
С 2000 года артистка-вокалистка Государственного ансамбля фольклорной музыки, а затем Государственного музыкального театра национального искусства п/р В. Назарова.

## Признание и награды
- Лауреат XVII Национальной Российской премии «Овация».

## Вокал

### Альбомы
2009 — сольный альбом «Песни народов мира»:
- 1. Hava Nagila, Израиль
- 2. Чарівна Скрипка, Украина
- 3. 7:40, Армения
- 4. Laiska, Финляндия
- 5. Evropa, Сербия
- 6. Груша, Россия
- 7. El Condor Pasa, Перу
- 8. Besame Mucho, Мексика
- 9. Volare, Италия
- 10. O, Heimatland, Германия
- 11. Jimmi-Jimmi, Индия
- 12. Salma ya Salma, Арабия

### Видеоклипы
- Карнавал
- Сто дорог
- Силы любви

## Театр
- 2017 — исполнительница ролей Сонечки и Ольги в проекте «Дом 19/07» в иммерсивном формате.
- Исполнительница ролей в российских постановках популярных бродвейских мюзиклов «Красавица и Чудовище»(2014), «Призрак оперы»(2015), «Золушка»(2016), компания Stage Entertainment Russia
- 2013 — «Загадка Турандот». Режиссёр Николай Попков. «Принцесса Турандот»
- 2011 — «Любовь и помидоры» фантастическая комедия по пьесе А.Курейчика «Исполнитель желаний» (Премьера — 29 октября 2011 года).

Режиссёр — Денис Панфилов — Марина.
- 2010 — «Сказка о царе Салтане». Режиссёр Элеонора Шумилова. — «Царевна Лебедь»
- 2009 — мировые хиты в программе «Фолк-шоу Марии Молчановой». Режиссёр — Андрей Владимирович Глущенко
- 2008 — «Продаётся детектор лжи» по мотивам пьес Василия Сигарева. Режиссёр: Владимир Назаров — Крановщица.
- 2008 — «Тень» Е. Шварца. Режиссёр — Назаров Артём — Юлия Джули.
- 2007 — музыкальный спектакль «Маленький Принц» — по мотивам произведения Антуана де Сент-Экзюпери. Режиссёр: Владимир Назаров — «Роза», Теледива.
- 2007 — музыкальный спектакль «Ала ад-Дин». Режиссёры: Назаров Артём и Алексей Зеленский — Царевна Будур.
- 2006 — мюзикл «Ведьма по имени Мавка» («Лесная песня») по мотивам драмы Леси Украинки. Режиссёр — Владимир Назаров — Мавка.
- 2004 — мюзикл «Поминальная молитва, или Скрипач на крыше» Григория Горина. Режиссёры: Владимир Назаров и Николай Попков — Годл.
- 2002 — Партия сопрано в женской вокальной группе и сольные номера в спектаклях «Русские фрески XX века» и «О любви на всех языках» («Ах, карнавал…»).

## Фильмография
- 2012 — Без срока давности (сериал) — «Наталья Белякова» (режиссёр М.Кабанов,С.Булов, 2012 г.)
- 2011 — Жизнь и приключения Мишки Япончика (сериал:12, 2011) — «Катя»
- 2009 — Лабиринт — Певица
- 2008 — Роковое сходство — Марина
- 2005 — Продаётся детектор лжи — Крановщица
- 2004 — Адам и превращение Евы — Цыганка